# Hiukka
Hiukka er et finsk baseballstadion i Sotkamo. Stadionet er hjemmebane for klubben Sotkamon Jymy og Vuokatin Veto. Stadionet blev også brugt som rammen om VM i orienteringsløb 2013, og dennes åbningsceremoni samt sprintfinale.

## Galleri
- 2012

| Idrætsanlæg | Spire Denne artikel om et idrætsanlæg er en spire som bør udbygges. Du er velkommen til at hjælpe Wikipedia ved at udvide den. |

64°07′47″N 28°22′53″Ø / 64.12979°N 28.38125°Ø